# Паралитургическая музыка
Паралитурги́ческая музыка (др.-греч. παρά рядом, при и др.-греч. λειτουργία литургия) — общее название текстомузыкальных форм, близких по стилю (в текстах и музыке) к богослужебным, но не использующихся в официальном (каноническом) богослужении. Молитвословные и поэтические тексты в формах паралитургической музыки являются новосочинёнными (небиблейскими), в типичном случае прославляют Господа Иисуса Христа, Богородицу, христианских святых, библейских пророков, парафразируют ходовые библейские сюжеты. По отношению к паралитургической музыке приемлемо обозначение «духовная музыка», но (за исключением протестантской литургии) неприемлемо — «церковная музыка». Несмотря на широту понятия, учёная традиция обычно ограничивает его применение жанрами/формами старинной западноевропейской музыки Средних веков и Возрождения.
Паралитургической музыкой считаются все разновидности старинной духовной песни (как правило, монодической) — испано-португальская кантига, итальянская лауда, старинная андалусийская саэта, английская кэрол, французский ноэль. Аналогом западной паралитургической песни на Руси можно считать духовный стих, в России XVIII века — кант духовного содержания (духовный кант) и псальму. Немецкая монодическая церковная песня (нем. Kirchenlied) изначально также была паралитургической и называлась «духовной песней» (нем. geystliches lied, в современной орфографии — нем. geistliches Lied), но в результате предпринятой Лютером реформы стала неотъемлемой частью лютеранского богослужения (см. Протестантский хорал).
Также паралитургической считается музыка, написанная по модели традиционных форм/жанров григорианского хорала (например, респонсориев и антифонов). Паралитургическими по существу являются сотни латинских секвенций, которые за немногими исключениями были запрещены Римом; то же относится к гимнам. Латинские песни XII—XIII вв. — аквитанский versus и парижский кондукт — также не предназначались для регулярных богослужений, хотя и могли использоваться в процессиях.
Авторы паралитургических музыкально-поэтических сочинений, как правило, анонимны. Среди немногих известных авторов — Хильдегарда Бингенская и Пьер Абеляр.